# Jan den Ouden (wetenschapper)
Jan den Ouden (Streefkerk, 20 januari 1963) is een Nederlands ingenieur. Hij is een deskundige op het gebied van bosbeheer en bosecologie en als universitair docent verbonden aan de leerstoelgroep Bosecologie en bosbeheer van Wageningen University & Research.

## Bosbeheer
In 1988 voltooide Den Ouden zijn studie bosbeheer aan de Universiteit van Wageningen, waar hij vervolgens opleider werd. Als bosecoloog promoveerde hij op een proefschrift over adelaarsvarens in de bosdynamiek. In 2007 had hij samen met hoogleraar Theo Spek vastgesteld dat de stoven van eiken op de Veluwe geen duizenden jaren oud zijn zoals lang werd gedacht maar slechts 150 tot 200 jaar. In 2010 heeft hij meegewerkt aan het boek Bosecologie en Bosbeheer en in 2013 publiceerde Den Ouden samen met twee co-auteurs het boek Amerikaanse vogelkers: van bospest tot bosboom. In dit boek wordt uiteengezet hoe bosbeheerders op rationele wijze kunnen omgaan met de overlast veroorzakende Amerikaanse vogelkers in de Nederlandse en Vlaamse bossen.

## Wetenschappelijke publicaties

### Boeken
- Den Ouden, Nyssenen en Verheyen (2013), Amerikaanse vogelkers - van bospest tot bosboom, KNNV
- Den Ouden, Muys, Mohren, Verheyen (2010), Bosecologie en bosbeheer, Acco, ISBN 978-90-334-7782-9
- Ouden, J. den & Th. Spek (red.) (2007) Ontstaanswijze van eikenclusters in het natuurterrein De Wilde Kamp bij Garderen: Landschapsgeschiedenis, bodemontwikkeling en vegetatiegeschiedenis. Rapportage Archeologische Monumentenzorg 131B. 161 pag. RACM, Amersfoort.

### Artikelen
- Den Ouden (2011) Bosbeheer is erfgoedbeheer, in: Horst, M., Ruesen, L., Terhürne, Naar integratie van tijd, schaal en ontwerp in het bosbeheer, Ede, BOS4D
- Copini, P.; Sass-Klaassen, U.; Ouden, J. den (2010) Dendrochronologische datering van uitvlieggaten van de Aziatische boktor Anoplophora chinensis, Verkennend onderzoek naar de precisie van dendrochronologische datering van uitvlieggaten Wageningen University
- Den Ouden et al (2010) Mogelijkheden voor herstelbeheer in hellingbossen op kalkrijke bodem in Zuid-Limburg
- Eilmann, B.; Vries, S.M.G. de; Ouden, J. den; Mohren, G.M.J.; Sauren, P.; Sass, U.G.W (2013) Origin matters! Difference in drought tolerance and productivity of coastal Douglas-fir (Pseudotsuga menziesii (Mirb.)) provenances, Alterra
- Den Ouden et al (2012). Controls on coarse wood decay in temperate tree species: birth of the LOGLIFE experiment
- Ouden, J. den; Spek, Th.; Bijlsma, R.J.; Buitenveld [sic], J.; Copini, P.; Groenewoudt, B.; Sass-Klaassen, U. (2011) Eiken als erfgoed
- Sass-Klaassen, U.; Sabajo, C.R.; Ouden, J. den (2011)Vessel formation in relation to leaf phenology in pedunculate oak and European ash
- Copini, P.; Sass-Klaassen, U.; Ouden, J. den (2010). Coppice fingerprints in growth patterns of pendunculate oak (Quercus robur)